# Calle Camas
La Calle Camas es una vía ubicada en el Centro Histórico de la ciudad española de Málaga. Es una de las más antiguas de Málaga y discurre a lo largo de 120 metros en dirección Norte-Sur partiendo de la Calle Cisneros y desembocando en la Calle Marqués. Por el lado Este se encuentran los accesos a las calles Castillo de Sohail y Calderón de la Barca.

## Historia
En esta calle se encontraban tiendas de mercaderes árabes y más tarde ha albergado tradicionalmente establecimientos de hostelería que acogían a los viajeros que llegaban a Málaga desde el puerto o por tierra. Así encontramos el edificio del antiguo Mesón de la Victoria, que acoge el Museo de Artes y Costumbres Populares de Málaga; o el edificio de la antigua Posada de Antonio Díaz, restaurado y abierto en 2010 como Hotel Vincci Selección Posada del Patio, de cinco estrellas y bajo el cual se aprecian restos de la antigua muralla de Málaga.
La citada rehabilitación de edificios vino acompañada de la mejora de la pavimentación y regeneración de la calle, que en la última etapa del siglo XX se encontraba en estado de abandono y donde proliferaba la prostitución desde la Edad Media. Por ello en los siglo XV y XVI se llamó calle Mancebía.

## Mercado de las Artes
Al final de la calle se encuentra un espacio abierto donde se ubicó el Mercado Provisional de Atarazanas mientras se reformaba el edificio principal, abierto en 2010. Se trata de una estructura metálica diseñada por el arquitecto Eduardo Rojas Moyano para la cual ha surgido una propuesta ciudadana que pretende que sea convertida en un Mercado de las Artes utilizando la estructura del edificio una vez ha sido reabierto el mercado principal y abandonado ésta su función. Los planes del Ayuntamiento de Málaga eran desmontar el edificio del antiguo mercado para crear una plaza y construir la casa hermandad de las Reales Cofradías Fusionadas en este espacio.